# Problem zamknięty
Problem zamknięty – pojęcie dydaktyki matematyki stworzone przez prof. Annę Zofię Krygowską, oznaczające pewien specyficzny typ zadania matematycznego, na którym opiera się większość matematycznej edukacji szkolnej.
Problemy zamknięte charakteryzowane są dwoma cechami. Po pierwsze – wielkości dane oraz szukane w zadaniu są zawsze ściśle określone. Po drugie – zadanie takie jest rozwiązywane dopiero w momencie, gdy uczeń przyswoił już odpowiednią wiedzę i technikę rozwiązywania.
Praktycznie wszystkie zadania problemowe w szkole są problemami zamkniętymi – oznacza to, że problemy te są jasno sformułowane oraz wiadomo, że da się je rozwiązać oraz rozwiązanie to jest ogólnie a priori znane. Dany rozdział podręcznika jasno polaryzuje kierunek, w którym powinno przebiegać rozwiązanie zadania, a problem pojawia się, gdy podręcznik nie podpowiada, z jakiej metody należy skorzystać – na przykład uczeń w rozdziale o wzorach skróconego mnożenia może dobrze stosować wzór {\displaystyle (a+b)(a-b)=a^{2}-b^{2},} lecz w innym rozdziale nie wpadnie na pomysł, jak w pamięci obliczyć iloczyn {\displaystyle 52\cdot 48}. Zwykle jednak wyraźnie widoczne jest, jaka metoda postępowania poznana w danym rozdziale podręcznika powinna zostać w danym zadaniu zastosowana, a tematyka zadania i aparat potrzebnych twierdzeń ograniczone są przez ramy programowe. Prowadzi to często do wykształcenia podejścia polegającego na zgromadzeniu odpowiednio dużego zestawu algorytmów i efektywnego posługiwania się nimi w rozwiązywaniu zadań. Uczeń próbuje dostrzegać charakterystyczne metody lub twierdzenia, po zastosowaniu których wiele zadań da się rozwiązać niemal automatycznie. Z tego powodu matematyka jawi się uczniom jako zbiór zadań, do których trzeba dopasować odpowiednie algorytmy, twierdzenia, metody. Uczeń na lekcjach matematyki traci przez to możliwość twórczego stawiania hipotez i późniejszego ich potwierdzania lub obalania. Problemy zamknięte, w przeciwieństwie do otwartych, nie uczą, jak czytać fachową literaturę, jak dogłębnie poznawać dany temat i formułować obserwacje swoimi własnymi słowami, nie zachęcają do intelektualnych poszukiwań.
Nie tylko w matematyce szkolnej, ale także w zadaniach olimpijskich ma się do czynienia z problemami zamkniętymi. Do rozwiązywania zadań nawet na międzynarodowych olimpiadach matematycznych wystarczy znać zbiór pewnych twierdzeń-wytrychów, za pomocą których da się rozwiązać większość „typowych” zadań olimpijskich. Problemy olimpijskie ograniczone są ramami programowymi. Zadania te na pewno da się rozwiązać, co więcej – jest to możliwe w stosunkowo krótkiej perspektywie czasowej, maksymalnie kilku godzin. Zatem problemy zamknięte znacząco odbiegają od prawdziwej pracy matematyka, w której problemy otwarte nie są jednoznacznie sformułowane, często zmieniają się w czasie, nie ma pewności co do istnienia ich rozwiązania, a poszukiwanie go może zająć wiele miesięcy, a nawet lat lub może okazać się niemożliwe.
Istnieją koncepcje dydaktyczne pracy z uczniem zdolnym nie korzystające z problemów zamkniętych, jak np. metoda „uczniowskiej pracy badawczej”, w której uczniowie mogą zajmować się prawdziwymi nierozwiązanymi problemami otwartymi matematyki, dla których nie jest znana ani metoda ani to, czy rozwiązanie istnieje.